# Terengganu
Terengganu (v terengganské malajštině Tranung, známý pod čestným arabským názvem Dāru l-Īmān) je sultanát a jeden z federálních států Malajsie. Hlavním a největším městem sultanátu je Kuala Terengganu, ležící na řece Terengganu při jejím ústí do Jihočínského moře. Terengganu má 1,2 miliónu obyvatel, kteří žijí na 13 035 km². Leží na východě Malajského poloostrova. Hraničí na západě s malajsijským státem Kelantan, na jihozápadě pak se Pahangem, z východu je omýván vodami Jihočínského moře.
Státním zřízením je Terengganu konstituční monarchie v čele s dědičným sultánem, který se o moc dělí s jednokomorovým parlamentem (Dewan Undangan Negeri Terengganu), který ze svých členů volí předsedu vlády (Menteri Besar). Předsedou vlády se tradičně stává předseda největší parlamentní strany nebo koalice. Parlament má 32 členů, kteří jsou voleni v jednomandátových obvodech, při volbách konaných v pětiletých termínech.
Hlavním hospodářským odvětvím je těžba ropy. Před počátkem těžby ropy na pobřeží, byl Terengganu nejchudším státem Malajsie. Další významné oblasti místní ekonomiky jsou cestovní ruch a zemědělství (především pěstování ovoce).
Na území se nachází národní park Taman Negara, který se rozkládá i na území sousedních států Pahang a Kelantan. Jdeo největší a nejstarší malajský národní park. Zdejší tropický deštný prales je považovaný za nejstarší na světě.
Obyvatelstvo státu patří k nejvíce homogenním v rámci Malajsie. Více než 95 % populace tvoří etničtí Malajci. K dalším etnickým skupinám patří Číňané, Tamilové, Siamci a Orang Asli. Většina populace Terengganu (dle údajů z roku 2012) jsou sunnitští muslimové (96,9 %). Další rozšířená náboženství jsou buddhismus (2,5 %), hinduismus (0,2 %), křesťanství (0,2 %) a tradiční čínské náboženství (0,2 %).